# تیم ملی والیبال زنان چین
تیم ملی والیبال زنان چین تیم ملی والیبال زنان کشور چین است.